# Ștefan cel Mare, Vaslui
Ștefan cel Mare este satul de reședință al comunei cu același nume din județul Vaslui, Moldova, România. Prima atestare documentară a satului Ștefan cel Mare este 22 octombrie 1880.

## Istorie
Satul Ștefan cel Mare a fost întemeiat în anul 1878 în urma împroprietăririi însurățeilor promovată de domnitorul Carol I. Până la 1864, trupul de moșie „Dealul Bârladului” pe care a fost așezat satul, era în proprietatea mănăstirii Fâstâci din județul Vaslui. După aplicarea legii de „Secularizare a averilor mănăstirești”, această moșie a fost declarată moșie a statului și dată în arendă prin licitație celor interesați. Două grupuri de săteni fără pământ din satele Bahnari (22 km SE) și Muntenii de Sus (20 km E) au constituit „obști de arendare” beneficiind și de avantajul că și înaintașii lor lucraseră aici ca clăcași și au început să lucreze pământul. Decretul-Lege nr. 1550/02.07.1878 le-a acordat acestor două obști privilegiul împroprietăririi și al întemeierii noului sat tocmai datorită vechimii lor ca arendași și foști clăcași. La întemeiere, satul avea 30 de familii cu 176 de suflete.
În 1970, la sud de fostul CAP, în jurul izvoarelor din dreapta DN 15 D Vaslui-Roman, s-au descoperit resturi ceramice de tip „Poienești” (sec. II-III), resturi de amfore romane, precum și fragmente de vase caracteristice secolului al IV-lea d.Hr.

## Geografie

### Localizare
Satul Ștefan cel Mare face parte din comuna cu același nume și este situat la 12 km nord de orașul Vaslui, aproximativ în centrul județului Vaslui. Din comuna Ștefan cel Mare mai fac parte următoarele sate: Bârzești, Brăhășoaia, Călugăreni, Cănțălărești, Mărășeni și Muntenești. Comuna Ștefan cel Mare are următoarele vecinătăți:
- est, nord-est: comuna Zăpodeni;
- nord, nord-vest: comuna Vulturești;
- vest: comuna Delești;
- sud: comuna Bălteni.

### Relief și climă
Din punct de vedere fizico-geografic satul Ștefan cel Mare este așezat în zona Podișului Central Moldovenesc, partea estică a sa fiind străbătută de râul Bârlad. Clima este moderată dar, uneori, verile sunt extrem de secetoase iar iernile geroase. Nu putem face nici o referire asupra faunei și florei deoarece împrejurimile satului sunt complet lipsite de păduri. Uneori, își mai fac apariția prin gospodăriile oamenilor vulpile și păsările răpitoare (ulii). Satul are 1323 ha de teren arabil și 168 ha pășuni (islaz sătesc). Înainte de 1989, pe coasta numită „Dealul Bârladului”, CAP-ul plantase aproximativ 150 ha cu viță de vie pe un teren neprielnic altei culturi dar, care, ulterior a fost distrusă devenind pășune.

## Ocupațiile locuitorilor
Pe aceste locuri, ca dintotdeauna, oamenii se ocupă cu agricultura pe loturi mici de până la 5 ha. Cam toate cele 191 de familii (472 de suflete) dețin câte o vacă de lapte, iar un număr de 12 familii au 109 oi. Populația a îmbătrânit odată cu plecarea tineretului la oraș, iar de spor natural pozitiv nu se poate vorbi. La 2 km vest se află halta CFR Brăhășoaia dată în axploatare în deceniul III al secolului XX, în urma intervențiilor fostului proprietar al moșiei Brăhășoaia Gogu Petrescu. Pe teritoriul satului Ștefan cel Mare nu au fost boieri, oamenii păstrându-și, în general, proprietățile primite în 1878, chiar sporindu-le prin contractele matrimoniale încheiate de-a lungul timpului.

## Aspectul satului
În „Înaltul Decret Domnesc” citat mai sus era prevăzută și obligația expresă ca „inginerul județului” să creeze un sat modern, sistematizat, cu ulițe drepte și paralele cu șoseaua națională care străbate satul. În centrul satului trebuia să se rezerve un teren de 4 pogoane pentru o viitoare construcție de interes public. Pe acest teren se află acum Primăria a cărei construcție a fost finalizată în 1942, la 17 ani de la declararea comunei Ștefan cel Mare. Primele case au fost construite din „ceamur pe furci”, aveau o cameră sau două și erau acoperite cu stuf care se găsea din abundență prin gârlele din apropiere. Acum, toate casele sunt relativ noi fiind construite sau refăcute după 1950. Satul a fost electrificat în anul 1964, cetățenii contribuind cu 80% din valoarea devizului, restul de 20% fiind participarea statului.

## Biserica și școala
Tot prin decretul domnitorului Carol I, viitoarei biserici i se rezervau 17 pogoane de pământ, iar viitorului învățător și școlii, tot 17 pogoane. Din 1878 și până în 1939, enoriașii s-au dus la biserica din satul Mărășeni, sat aflat la 4 km sud de Ștefan cel Mare, dar, odată cu sfințirea noii biserici din sat (cu hramul „Înălțarea Domnului”) la 8 noiembrie 1939, oamenii nu au mai fost nevoiți să facă acest drum. Prima școală din sat a luat ființă în anul 1919 iar primul învățător preda și la școala din satul Cănțălărești (2 km nord) care fusese înființată doar cu 2 ani mai înainte. Până atunci, copii din Ștefan cel Mare erau nevoiți să învețe la școala din Brăhășoaia (2 km vest) care fusese înființată în 1898 sau la cea din Mărășeni care-și deschisese porțile prin strădania preotului Constantin I. Manoilescu la 15 septembrie 1900. În anul 1971 s-a construit un local nou de școală cu clasele I-X.

## Cultura
Prima bibliotecă (atestată documentar) s-a înființat în anul 1951 cu cărțile de propagandă specifice acelei epoci. În localul școlii vechi care a funcționat între anii 1924-1971, s-a mutat căminul cultural unde erau difuzate și filme o dată sau de două ori pe săptămână. După 1990 cinematograful s-a desființat. În anul 2007, această clădire a fost renovată radical și în ea au loc diverse spectacole sau repetiții ale trupelor de teatru amator și fluierași.